# Joaquim Gomensoro
Joaquim Gomensoro (Rio de Janeiro, ? — Petrópolis, 16 de março de 1933) 
Formado pela Faculdade de Direito de São Paulo, foi promotor publico durante muitos anos da comarca da cidade de Petrópolis, no estado do Rio de Janeiro. No fim do quatriênio do governo estadual de Alfredo Backer, foi nomeado juiz de direito da comarca da cidade de Nova Friburgo, cargo no qual tomou posse, requerendo em seguida a disponibilidade e sua exoneração.
Passou a exercer á advocacia em Petrópolis e junto ao Tribunal da Relação do Estado do Rio de Janeiro.
Envolvendo-se na politica local, Gomensoro disputou o cargo de prefeito de Petrópolis, como candidato do Partido Municipal, chefiado pelo dr. Joaquim Moreira, tendo como oponente ao cargo o dr. Antônio Joaquim de Paula Buarque, que em 1927, ascendeu ao poder executivo da cidade.
Joaquim Gomensoro pertencia a Academia Petropolitana de Letras e era presidente da sub-secção do Instituto dos Advogados (orgão este substituído mais tarde pela OAB), no Estado do Rio de Janeiro. Também era membro do Conselho Consultivo de Petropolis'.
Já viúvo e sem filhos, em 1933, Gomensoro, provavelmente vitima de um acesso de neurastenia, suicidou-se utilizando-se do cordão do roupão, que amarrou á grade de uma janela junto ao seu quarto na residência a qual morava na Avenida Koeler, 135; na cidade de Petrópolis. A notícia de sua morte foi recebida com grande surpresa e pesar. Yedo Fiúza, prefeito municipal de Petrópolis, encerrou o expediente das repartições públicas e determinou o hasteamento da bandeira a meio mastro, guardando-se luto por três dias. O Conselho Consultivo, a Municipalidade e os funcionários municipais, enviaram coroas de flores. O sepultamento do dr. Joaquim Gomensoro realizou-se no Cemitério Municipal, com o comparecimento de inúmeras pessoas de representação social.